# خوليو خيمينيز
خوليو خيمينيز (بالإسبانية: Julio Jiménez Muñoz)‏ هو دراج إسباني سابق في صنف سباق الدراجات على الطريق.

## سجل النتائج

### سباقات أو مراحل فاز بها
- طواف فرنسا
- طواف إسبانيا
- طواف إيطاليا

## روابط خارجية
- خوليو خيمينيز على موقع أرشيف الدراجات (الإنجليزية)
- خوليو خيمينيز على موقع إحصائيات الدراجات الإحترافية (الإنجليزية)
- خوليو خيمينيز على موقع CycleBase (الإنجليزية)